# Хлудана
Хлудана (или Деа Хлудана) — германская богиня, засвидетельствованная в пяти древних латинских надписях из Рейнской области и Фризии, датируемых 197—235 годами нашей эры.
Три из этих надписей происходят из нижнего Рейна (Corpus Inscriptionum Latinarum 13, 8611 ; Corpus Inscriptionum Latinarum 13, 8723 ; Corpus Inscriptionum Latinarum 13, 8661), один из Мюнстерайфеля (Corpus Inscriptionum Latinarum 13, 7944) и один из Битгама, Фризия (Corpus Inscriptionum Latinarum 13, 8830). Имя упомянуто как Hluθena в надписи Иверсхайма из Мюнстерайфеля и как Hlucena в надписи из Монтерберга на нижнем Рейне. Это имя сокращено в надписи из Неймегена на нижнем Рейне ([H] lud.); она появляется как Хлудана в надписях из Ксантена (нижний Рейн) и Битгума. Надпись Beetgum, посвященная группе рыбаков, первоначально сопровождала резное изображение сидящей богини, от которой теперь можно увидеть только низ. По этимологическим причинам имя Хлудана тесно связано с древнегреческими κλυδων и κλυδωνα (kludoon(a) «высокие волны, бурная вода») и древнегреческим производным Euroclydon, что означает сильный северо-восточный ветер. Лингвист Вальтер Кун предположил, что образ богини мог произойти от супруги Посейдона Клейто, которая упоминается в диалогах Платона.
Доказанной связи между Хлуданой и Хольдой нет. Якоб Гримм предположил в «Немецкой мифологии», что Хлудана может быть тождественна скандинавской богине земли Хлодин.